# Unione Calcio AlbinoLeffe 2009-2010
Questa voce raccoglie le informazioni riguardanti l'Unione Calcio AlbinoLeffe nelle competizioni ufficiali della stagione 2009-2010.

## Stagione
Nella stagione 2009-2010 l'AlbinoLeffe disputa il campionato di Serie B, raccoglie 55 punti con l'undicesimo posto in classifica. Un altro campionato giocato lontano dalle zone nobili, ma anche da quelle calde della classifica. Allenata nelle prime sette giornate dal confermato Armando Madonna e nel resto del torneo da Emiliano Mondonico. Nel girone di andata mette insieme 26 punti, un po' meglio il ritorno con 29 punti. Ancora Marco Cellini con 11 reti, risulta il miglior realizzatore di stagione, ben spalleggiato da Francesco Ruopolo autore di 9 centri. Nella Coppa Italia la squadra seriana entra in scena nel secondo turno, ma esce subito dal torneo superata dalla Spal (3-1).

## Divise e sponsor
Lo sponsor tecnico per la stagione 2009-2010 è Acerbis, mentre lo sponsor ufficiale è UBI Banca Popolare di Bergamo per le partite casalinghe, UBI Assicurazioni per le trasferte. Secondo sponsor maglia della compagine seriana è Studio Casa, gruppo agenzie immobiliari.

## Società
Area direttiva
- Presidente: Gianfranco Andreoletti
- Presidente onorario: Giovanni Scainelli
- Vice Presidenti: Franco Acerbis, Mario Servalli
- Direttore Generale: Nicola Bignotti

Area organizzativa
- Responsabile amministrativo: Valerio Sacchi
- Segreteria: Roberta Cortinovis
- Team manager: Matteo Togni
- Responsabile marketing e comunicazione: Maurizio Tarallo
- Segreteria area marketing e comunicazione: Cristina Pasotti
- Addetto Stampa: Federico Errante
- Manager del pubblico: Paola Innocenti
- Commerciale: Andrea Savi

Area tecnica
- Direttore sportivo: Aladino Valoti
- Allenatore: Emiliano Mondonico
- Allenatore in seconda: Andrea Bruniera
- Preparatore atletico: Andrea Corrain
- Preparatore dei portieri: Emilio Tonoli

Area sanitaria
- Responsabile sanitario: Dott. Giacomo Poggioli
- Consulente ortopedico: Dott. Giampietro Metelli
- Fisioterapista: Daniele Bresciani
- Massiofisioterapista: Ivo Gervasoni

## Rosa
| N. |                   | Ruolo | Calciatore               |
| -- | ----------------- | ----- | ------------------------ |
| 1  | Italia (bandiera) | P     | Daniel Offredi           |
| 3  | Italia (bandiera) | C     | Davide Bombardini        |
| 4  | Italia (bandiera) | C     | Enrico Geroni            |
| 5  | Italia (bandiera) | D     | Valerio Foglio           |
| 6  | Italia (bandiera) | C     | Roberto Previtali        |
| 7  | Italia (bandiera) | C     | Michael Cia              |
| 8  | Guinea (bandiera) | A     | Karamoko Cissé           |
| 9  | Italia (bandiera) | A     | Marco Cellini            |
| 10 | Italia (bandiera) | C     | Antonino Bernardini      |
| 11 | Italia (bandiera) | A     | Nicola Ferrari           |
| 13 | Italia (bandiera) | D     | Daniel Bombardieri       |
| 14 | Italia (bandiera) | D     | Ruben Garlini (capitano) |
| 15 | Svezia (bandiera) | D     | Joaklim Askling          |
| 16 | Italia (bandiera) | D     | Francesco Luoni          |
| 17 | Italia (bandiera) | D     | Carlo Gervasoni          |
| 18 | Italia (bandiera) | C     | Andrea Cristiano         |
| 19 | Italia (bandiera) | D     | Dario Bergamelli         |
| 20 | Italia (bandiera) | D     | Mattia Serafini          |
| 21 | Italia (bandiera) | C     | Simon Laner              |
| 22 | Italia (bandiera) | P     | Paolo Branduani          |

| N. |                      | Ruolo | Calciatore         |
| -- | -------------------- | ----- | ------------------ |
| 23 | Italia (bandiera)    | C     | Mirco Poloni       |
| 24 | Italia (bandiera)    | D     | Gabriele Perico    |
| 26 | Italia (bandiera)    | D     | Luigi Sala         |
| 27 | Italia (bandiera)    | P     | Ivan Pelizzoli     |
| 28 | Italia (bandiera)    | A     | Francesco Ruopolo  |
| 29 | Italia (bandiera)    | C     | Michael Girasole   |
| 32 | Italia (bandiera)    | A     | Omar Torri         |
| 55 | Italia (bandiera)    | D     | Paolo Maino        |
| 58 | Finlandia (bandiera) | C     | Mehmet Hetemaj     |
| 69 | Italia (bandiera)    | D     | Andrea Guarisa     |
| 71 | Australia (bandiera) | A     | Christian Esposito |
| 74 | Italia (bandiera)    | C     | Dario Passoni      |
| 77 | Italia (bandiera)    | D     | Matteo Piccinni    |
| 82 | Italia (bandiera)    | P     | Stefano Layeni     |
| 85 | Italia (bandiera)    | C     | Paolo Grossi       |
| 88 | Italia (bandiera)    | D     | Gabriele Cioffi    |
| 90 | Italia (bandiera)    | C     | Donato Disabato    |
| 91 | Italia (bandiera)    | C     | Tommaso Morosini   |
| 99 | Italia (bandiera)    | D     | Andrea Beduschi    |

## Calciomercato

### Sessione estiva(dall'1/7 all'1/9)
| Arrivi | Arrivi           | Arrivi          | Arrivi                                           |
| R.     | Nome             | da              | Modalità                                         |
| ------ | ---------------- | --------------- | ------------------------------------------------ |
| P      | Stefano Layeni   | Prato           | prestito con diritto di riscatto                 |
| P      | Daniel Offredi   | Pro Sesto       | compartecipazione                                |
| P      | Ivan Pelizzoli   | Lokomotiv Mosca | prestito con diritto di riscatto per 150.000euro |
| D      | Dario Bergamelli | Atalanta        | compartecipazione 0,5eX1/2                       |
| D      | Valerio Foglio   | L.R. Vicenza    | compartecipazione0,2mlmX1/2                      |
| D      | Matteo Piccinni  | Udinese         | compartecipazione0,2mlnX1/2                      |
| D      | Luigi Sala       | Udinese         | costo zero                                       |
| C      | Michael Cia      | Atalanta        | compartecipazione 0,5mln1/2                      |
| C      | Paolo Branduani  | Colognese       | costo zero                                       |
| C      | Mehmet Hetemaj   | Paniōnios       | prestito con diritto di riscatto                 |
| C      | Michael Girasole | Atalanta        | compartecipazione 0,04mln1/2                     |
| C      | Dario Passoni    | Mantova         | definitivo0,4                                    |
| C      | Paolo Grossi     | Varese          | compartecipazione 0,2mln1/2                      |
| A      | Omar Torri       | Monza           | fine prestito                                    |

| Partenze | Partenze            | Partenze        | Partenze                     |
| R.       | Nome                | a               | Modalità                     |
| -------- | ------------------- | --------------- | ---------------------------- |
| P        | Antonio Narciso     | Modena          | fine prestito                |
| D        | Riccardo Colombo    | Torino          | riscatto comproprietà 0,4mln |
| D        | Kewullay Conteh     | Grosseto        | svincolato                   |
| D        | Carlo Gervasoni     | Mantova         | definitivo 0,4mln            |
| C        | Filippo Carobbio    | Bari            | costo zero                   |
| C        | Denilson Gabionetta | SEV Hortolandia | fine prestito                |
| C        | Davide Caremi       | Frosinone       | costo zero                   |
| A        | Giacomo Beretta     | Milan           | compartecipazione 0,5mln1/2  |
| C        | Nicola Madonna      | Atalanta        | compartecipazione0,5mln1/2   |
| D        | Francesco Renzetti  | Genoa           | riscatto comproprietà 0,4mln |
| A        | Marco Sau           | Cagliari        | fine prestito                |
| C        | Michael Girasole    | Canavese        | prestito                     |

### Sessione invernale(dal 2/1 all'1/2)
| Arrivi | Arrivi            | Arrivi     | Arrivi               |
| R.     | Nome              | da         | Modalità             |
| ------ | ----------------- | ---------- | -------------------- |
| D      | Gabriele Cioffi   | svincolato | costo zero           |
| C      | Davide Bombardini | Bologna    | definitivo0,8milioni |

## Risultati

### Serie B

#### Girone di andata
| Arbitro: | Guida (Torre Annunziata) |

|                                  |           |                                   |
| Cellini 25’ (rig.) Cristiano 52’ | Marcatori | 19’ (rig.) Sgrigna 77’ Martinelli |

| Arbitro: | Calvarese (Teramo) |

|                             |           |               |
| Pettinari 34’ Ardemagni 38’ | Marcatori | 7’ Bergamelli |

| Arbitro: | Nasca (Bari) |

|             |           |                                           |
| Cellini 39’ | Marcatori | 18’ (rig.), 28’ Mastronunzio 40’ Colacone |

| Arbitro: | Velotto (Grosseto) |

|                         |           |            |
| Pratali 38’ Bianchi 51’ | Marcatori | 14’ Grossi |

| Arbitro: | Candussio (Cervignano del Friuli) |

|  |           |                    |
|  | Marcatori | 25’ (aut.) Ruopolo |

| Arbitro: | Baracani (Firenze) |

|           |           |                           |
| Nassi 78’ | Marcatori | 19’ Ruopolo 55’ Previtali |

| Arbitro: | Tozzi (Ostia Lido) |

|                    |           |                |
| Cellini 15’ (rig.) | Marcatori | 70’ Gabionetta |

| Arbitro: | Doveri (Roma) |

|                            |           |                                |
| Sala 11’ (aut.) Godeas 50’ | Marcatori | 20’ Sala 33’ Laner 53’ Cellini |

| Arbitro: | Gallione (Alessandria) |

|             |           |               |
| Cellini 18’ | Marcatori | 44’ Antenucci |

| Bergamo 19 ottobre 2009, ore 20:45 CEST 10ª giornata | AlbinoLeffe        | 0 – 0 referto | Sassuolo | Stadio Atleti Azzurri d'Italia (2.429 spett.)\| Arbitro: \| Velotto (Grosseto) \| |
| Arbitro:                                             | Velotto (Grosseto) |               |          |                                                                                   |

| Arbitro: | Guida (Torre Annunziata) |

|                                             |           |             |
| Baiocco 31’ Caracciolo 65’ (rig.), 67’, 87’ | Marcatori | 24’ Ruopolo |

| Arbitro: | Giancola (Vasto) |

|                       |           |  |
| Sala 75’ Foglio 90+1’ | Marcatori |  |

| Cesena 7 novembre 2009, ore 15:30 CET 13ª giornata | Cesena          | 0 – 0 referto | AlbinoLeffe | Stadio Dino Manuzzi (10.087 spett.)\| Arbitro: \| Peruzzo (Schio) \| |
| Arbitro:                                           | Peruzzo (Schio) |               |             |                                                                      |

| Arbitro: | Candussio (Cervignano del Friuli) |

|                        |           |                            |
| Pichlmann 45’ Mora 49’ | Marcatori | 71’ Cellini 74’ Bergamelli |

| Arbitro: | Tommasi (Bassano del Grappa) |

|  |           |                                     |
|  | Marcatori | 4’ Napoli 85’ Catellani 90+4’ Bruno |

| Arbitro: | Giancola (Vasto) |

|                         |           |                        |
| Basha 64’ Santoruvo 90’ | Marcatori | 29’ Cellini 80’ Perico |

| Arbitro: | C. Russo (Nola) |

|            |           |                               |
| Perico 54’ | Marcatori | 31’, 70’ Corvia 43’ Giuliatto |

| Arbitro: | Giannoccaro (Lecce) |

|                 |           |            |
| Stendardo 45+1’ | Marcatori | 42’ Perico |

| Arbitro: | Gava (Conegliano) |

|                     |           |  |
| Perico 30’ Sala 60’ | Marcatori |  |

| Arbitro: | Giancola (Vasto) |

|  |           |                        |
|  | Marcatori | 65’ Foglio 76’ Ruopolo |

| Arbitro: | Doveri (Roma) |

|                  |           |  |
| Ruopolo 25’, 54’ | Marcatori |  |

#### Girone di ritorno
| Arbitro: | Velotto (Grosseto) |

|             |           |                      |
| Sgrigna 25’ | Marcatori | 44’ Perico 55’ Laner |

| Arbitro: | Gallione (Alessandria) |

|                              |           |  |
| Cellini 45’ (rig.) Cissé 90’ | Marcatori |  |

| Arbitro: | N. Stefanini (Prato) |

|                            |           |            |
| Gerardi 11’ Miramontes 72’ | Marcatori | 1’ Ruopolo |

| Arbitro: | Baracani (Firenze) |

|  |           |                |
|  | Marcatori | 37’ (rig.) Piá |

| Arbitro: | Doveri (Roma) |

|             |           |  |
| Sivakov 48’ | Marcatori |  |

| Arbitro: | Tozzi (Ostia Lido) |

|               |           |  |
| Cristiano 57’ | Marcatori |  |

| Arbitro: | Candussio (Cervignano del Friuli) |

|  |           |                                   |
|  | Marcatori | 8’ Torri 70’ Cristiano 78’ Perico |

| Arbitro: | Nasca (Bari) |

|  |           |                                                           |
|  | Marcatori | 11’ Della Rocca 23’ (aut.) Luoni 90+2’ (rig.) Princivalli |

| Arbitro: | Pinzani (Empoli) |

|            |           |           |
| Lupoli 77’ | Marcatori | 72’ Laner |

| Modena 23 marzo 2010, ore 20:45 CET 31ª giornata | Sassuolo          | 0 – 0 referto | AlbinoLeffe | Stadio Alberto Braglia (2.429 spett.)\| Arbitro: \| Trefoloni (Siena) \| |
| Arbitro:                                         | Trefoloni (Siena) |               |             |                                                                          |

| Arbitro: | Tommasi (Bassano del Grappa) |

|             |           |             |
| Cellini 10’ | Marcatori | 16’ Cordova |

| Arbitro: | Candussio (Cervignano del Friuli) |

|                         |           |                                                             |
| M. Artistico 22’ (rig.) | Marcatori | 16’ Laner 32’ Hetemaj 40’ Cristiano 55’ Cellini 87’ Ruopolo |

| Arbitro: | Doveri (Roma) |

|           |           |                             |
| Laner 80’ | Marcatori | 17’ Giaccherini 58’ Malonga |

| Arbitro: | Tozzi (Ostia Lido) |

|            |           |            |
| Foglio 63’ | Marcatori | 37’ Turati |

| Arbitro: | Nasca (Bari) |

|           |           |             |
| Bruno 64’ | Marcatori | 25’ Garlini |

| Arbitro: | Calvarese (Teramo) |

|                                 |           |              |
| Torri 31’, 40’, 48’ Ruopolo 64’ | Marcatori | 56’ Cariello |

| Arbitro: | Baracani (Firenze) |

|                          |           |                |
| Marilungo 45’ Corvia 58’ | Marcatori | 20’ Bombardini |

| Arbitro: | Pierpaoli (Firenze) |

|                                            |           |                               |
| Laner 80’ Ruopolo 84’ Cellini 90+4’ (rig.) | Marcatori | 61’ (rig.) Dionisi 64’ Capone |

| Arbitro: | Celi (Campobasso) |

|                   |           |                                 |
| Éder 90+2’ (rig.) | Marcatori | 9’ Foglio 18’ Geroni 45’ Cioffi |

| Arbitro: | De Marco (Chiavari) |

|             |           |                        |
| Torri 45+1’ | Marcatori | 41’ Italiano 71’ Cuffa |

| Arbitro: | Giannoccaro (Lecce) |

|                              |           |           |
| Pagano 6’, 33’ Missiroli 22’ | Marcatori | 42’ Torri |

### Coppa Italia

#### Turni eliminatori
| Arbitro: | N. Stefanini (Prato) |

|                                          |           |               |
| Bracaletti 39’ Quintavalla 96’ Arma 116’ | Marcatori | 22’ Previtali |

## Giovanili

### Organigramma societario
Area direttiva
- Responsabile del settore giovanile: Innocenzo Donina
- Maestro della Tecnica: Giovanni Bonavita

SQUADRA PRIMAVERA
- Allenatore: Marco Gaburro
- Collaboratore tecnico: Damiano Sonzogni
- Allenatore dei portieri: Redaelli Renato
- Preparatore atletico: Prof. Gianpiero Mutti
- Maestro della tecnica: Giovanni Bonavita